# Хокинс, Фиона Джой
Фиона Джой Хокинс (Fiona Joy Hawkins, 1964) — австралийская пианистка и продюсер, работающая в жанре нью-эйдж, выпустила альбом в формате SACD.
Её дебютный альбом Portrait of a Waterfall занял первое место в хит-параде New Age Reporter (NAR) в 2005 году. Альбом классической музыки Angel Above My Piano был удостоен премии NAR Lifestyle Music Award 2006 года в категории «Лучший альбом клавишной музыки». Хокинс является многократной финалисткой премий Musicoz Awards в категориях «Джаз» и «Классическая музыка», а также Los Angeles Music Awards в категории «Нью-эйдж/инструментальный эмбиент».

## Биография
Фиона Джой родилась в Цессноке, штат Новый Южный Уэльс, и выросла в Ньюкасле и Та́муэрте. Она начала изучать пианино в раннем возрасте, сочиняла короткие пьесы еще до того, как стала подростком. Она обучалась в Музыкальной консерватории Тамуэрта под руководством Урсулы Беккер. Тогда она показала первые признаки музыкального таланта.
Ее учителями были Эс Кларк, Урсула Беккер и Морин Ньюэлл.

## Дискография
- 2005 — Portrait of a Waterfall
- 2006 — Angel Above My Piano
- 2008 — ICE — Piano Slightly Chilled
- 2008 — Blue Dream
- 2011 - Christmas Joy
- 2012 - Sensual Journeys
- 2013 - 600 Years In A Moment